# NBA 2025/26
Die NBA-Saison 2025/26 ist die anstehende 80. Spielzeit der National Basketball Association (NBA). Sie beginnt am 21. Oktober 2025 mit den ersten Spielen der Hauptrunde und endet voraussichtlich im Juni 2026 mit den NBA-Finals der Playoffs. Die dritte Ausgabe des NBA-Cups findet im November und Dezember 2025 statt; das All-Star Game ist für den 15. Februar 2026 im neuen Intuit Dome in Inglewood, Kalifornien geplant.

## Mannschaften
Insgesamt sind erneut 30 Teams in zwei Conferences mit je drei Divisions vertreten.
| Eastern Conference |    |      |                     |   |   |       |
| Atlantic Division  |    |      |                     |   |   |       |
| DR                 | CR | Team | Team                | S | N | PCT   |
| –                  | –  |      | Boston Celtics      | 0 | 0 | 0.000 |
| –                  | –  |      | New York Knicks     | 0 | 0 | 0.000 |
| –                  | –  |      | Toronto Raptors     | 0 | 0 | 0.000 |
| –                  | –  |      | Brooklyn Nets       | 0 | 0 | 0.000 |
| –                  | –  |      | Philadelphia 76ers  | 0 | 0 | 0.000 |
| Central Division   |    |      |                     |   |   |       |
| DR                 | CR | Team | Team                | S | N | PCT   |
| –                  | –  |      | Cleveland Cavaliers | 0 | 0 | 0.000 |
| –                  | –  |      | Indiana Pacers      | 0 | 0 | 0.000 |
| –                  | –  |      | Milwaukee Bucks     | 0 | 0 | 0.000 |
| –                  | –  |      | Detroit Pistons     | 0 | 0 | 0.000 |
| –                  | –  |      | Chicago Bulls       | 0 | 0 | 0.000 |
| Southeast Division |    |      |                     |   |   |       |
| DR                 | CR | Team | Team                | S | N | PCT   |
| –                  | –  |      | Orlando Magic       | 0 | 0 | 0.000 |
| –                  | –  |      | Atlanta Hawks       | 0 | 0 | 0.000 |
| –                  | –  |      | Miami Heat          | 0 | 0 | 0.000 |
| –                  | –  |      | Charlotte Hornets   | 0 | 0 | 0.000 |
| –                  | –  |      | Washington Wizards  | 0 | 0 | 0.000 |

| Western Conference |    |      |                        |   |   |       |
| Northwest Division |    |      |                        |   |   |       |
| DR                 | CR | Team | Team                   | S | N | PCT   |
| –                  | –  |      | Oklahoma City Thunder  | 0 | 0 | 0.000 |
| –                  | –  |      | Denver Nuggets         | 0 | 0 | 0.000 |
| –                  | –  |      | Minnesota Timberwolves | 0 | 0 | 0.000 |
| –                  | –  |      | Portland Trail Blazers | 0 | 0 | 0.000 |
| –                  | –  |      | Utah Jazz              | 0 | 0 | 0.000 |
| Pacific Division   |    |      |                        |   |   |       |
| DR                 | CR | Team | Team                   | S | N | PCT   |
| –                  | –  |      | Los Angeles Lakers     | 0 | 0 | 0.000 |
| –                  | –  |      | Los Angeles Clippers   | 0 | 0 | 0.000 |
| –                  | –  |      | Golden State Warriors  | 0 | 0 | 0.000 |
| –                  | –  |      | Sacramento Kings       | 0 | 0 | 0.000 |
| –                  | –  |      | Phoenix Suns           | 0 | 0 | 0.000 |
| Southwest Division |    |      |                        |   |   |       |
| DR                 | CR | Team | Team                   | S | N | PCT   |
| –                  | –  |      | Houston Rockets        | 0 | 0 | 0.000 |
| –                  | –  |      | Memphis Grizzlies      | 0 | 0 | 0.000 |
| –                  | –  |      | Dallas Mavericks       | 0 | 0 | 0.000 |
| –                  | –  |      | San Antonio Spurs      | 0 | 0 | 0.000 |
| –                  | –  |      | New Orleans Pelicans   | 0 | 0 | 0.000 |

## Spielmodus

### Hauptrunde
Jedes Team absolviert 82 Spiele. Besondere Termine sind dabei ein International Game in Mexiko-Stadt, das die Detroit Pistons und die Dallas Mavericks am 1. November 2025 bestreiten werden, sowie der NBA-Cup (In-Season Tournament) in den Monaten November und Dezember.

### Play-In-Turnier
Die Plätze 7–10 jeder Conference spielen im Play-In um die letzten beiden Playoff-Tickets. Der Sieger der Partie des siebtplatzierten Teams gegen das achtplatzierte qualifiziert sich direkt, der Verlierer spielt gegeben den Gewinner der Partie des neuntplatzierten Teams gegen das zehntplatzierte. Der Sieger aus jenem Spiel erhält den letzten Playoff-Platz der Conference.

### Playoffs
Start der Playoffs ist voraussichtlich Mitte April 2026.

### Finals
Mit dem Beginn der Finals ist für Mitte Juni 2026 zu rechnen.

## Erwähnenswertes
- Das All-Star Game wird mit vier Teams im Turniermodus durchgeführt.
- Das Wells Fargo Center, in dem die Philadelphia 76ers ihre Heimspiele austragen, heißt ab dem 1. September 2025 „Xfinity Mobile Arena“.[2]
- Am 6. Juli 2025 erfolgte bei einer Beteiligung von sieben Teams der umfangreichste Transfer der NBA-Geschichte, bei dem Kevin Durant zu den Houston Rockets wechselte.[3]
- Der NBA-Draft 2025, das Auswahlverfahren vor der Saison 2025/26, fand am 25. und 26. Juni 2025 im Barclays Center in Brooklyn, New York statt. Cooper Flagg wurde an erster Stelle von den Dallas Mavericks ausgewählt; der zweite Pick war Dylan Harper (von den San Antonio Spurs).

## Personalentscheidungen

### Trainerwechsel
- Phoenix Suns: Jordan Ott ersetzt Mike Budenholzer (6. Juni 2025).[4]
- San Antonio Spurs: Mitch Johnson folgt Gregg Popovich (2. Mai 2025).[5]
- New York Knicks: Mike Brown ist der Nachfolger von Tom Thibodeau (7. Juli 2025).[6]

## Zukunftsaussichten
NBA-Commissioner Adam Silver sprach sich im Juni 2025 für eine Expansion der Liga um zwei weitere Teams aus. Im Gespräch sind Standorte in Las Vegas, Seattle, Mexiko-Stadt oder San Diego. Bisher wurde jedoch noch kein formeller Prozess gestartet. Eine Verkürzung der Hauptrunde auf weniger als 82 Spiele lehnt Silver ab.